# Brecht Van Kerckhove
Brecht Van Kerckhove (Gent, 3 mei 1976) is een Belgisch voormalig volleyballer.

## Levensloop
Van Kerckhove begon met volleyballen bij VC Sint-Christoffel Pollare en na de fusie van deze club bij Vokajap Appelterre. Hierop aansluitend ging hij aan de slag bij Volley Denderhoutem. Vervolgens kwam hij achtereenvolgens uit voor VC Zellik, Flamingo Maldegem, VC Lennik, Rembert Torhout, VC Averbode en wederom VC Lennik. Vanaf 2004 verdedigde Van Kerckhove de kleuren van Knack Roeselare. Met deze club won hij in 2005 en 2006 zowel de landstitel als de Beker van België. Daarnaast won hij met Roeselare in 2004 en 2005 de Supercup. Hierop aansluitend was hij actief bij Volley Asse-Lennik en Topvolley Antwerpen.
In 2008-'09 ging hij aan de slag als speler-coach bij Rapid Denderhoutem. en vervolgens werd hij assistent-coach bij VC Maaseik. In seizoen 2011-'12 combineerde hij deze functie met die van hoofdcoach bij het Nederlandse Netwerk STV. Een seizoen later volgde hij Vital Heynen op als hoofdcoach bij Maaseik. Na een seizoen in deze functie verliet hij Maaseik en ging hij aan de slag als directeur van de sportkaderopleiding bij de VVB. Vanaf november 2013 combineerde hij deze functie met die van trainer van Jaraco As. Eveneens in 2013 werd Van Kerckhove aangesteld als assistent-coach bij de Yellow Tigers, een functie die hij uitoefende tot januari 2015. In 2016 werd hij vervolgens aangesteld als assistent trainer van de Red Dragons, alwaar hij in december 2018 Andrea Anastasi opvolgde als bondscoach. Deze functie oefende hij uit tot november 2019. Ook was hij in seizoen 2017-'18 assistent-coach bij Axis Guibertin. Later oefende hij deze functie nog uit bij het Italiaanse Sir Safety Perugia, BDO Haasrode Leuven en Jaraco LVL As-Tongeren.
Zijn broers Thijs en Joost waren eveneens actief in het volleybal.